# Ristomatti Hakola
Ristomatti Juhani Hakola (Kankaanpää, 15 april 1991) is een Finse langlaufer. Hij vertegenwoordigde zijn vaderland op de Olympische Winterspelen 2018 in Pyeongchang.

## Carrière
Hakola maakte zijn wereldbekerdebuut in maart 2012 in Lahti. Twee jaar later scoorde de Fin, dankzij een tiende plaats, in datzelfde Lahti zijn eerste wereldbekerpunten. Op de wereldkampioenschappen langlaufen 2015 in Falun eindigde hij als negende op de sprint en als 38e op de 50 kilometer klassieke stijl. In Lahti nam Hakola deel aan de wereldkampioenschappen langlaufen 2017. Op dit toernooi eindigde hij als zesde op de sprint. Tijdens de Olympische Winterspelen van 2018 in Pyeongchang eindigde de Fin als zesde op de sprint en als 43e op de 50 kilometer klassieke stijl. Op de teamsprint eindigde hij samen met Martti Jylhä op de negende plaats.
Op de wereldkampioenschappen langlaufen 2019 in Seefeld eindigde hij als vijftiende op de sprint en als 29e op de 15 kilometer klassieke stijl. Samen met Iivo Niskanen, Matti Heikkinen en Perttu Hyvärinen eindigde hij als vierde op de estafette, op de teamsprint eindigde hij samen met Iivo Niskanen op de zevende plaats. In Oberstdorf nam Hakola deel aan de wereldkampioenschappen langlaufen 2021. Op dit toernooi eindigde hij als zestiende op de sprint. Op de teamsprint veroverde hij samen met Joni Mäki de zilveren medaille, samen met Iivo Niskanen, Perttu Hyvärinen en Joni Mäki eindigde hij als zesde op de estafette.

## Resultaten

### Olympische Spelen
| Jaar | Plaats      | Resultaten                                                                        |
| ---- | ----------- | --------------------------------------------------------------------------------- |
| 2018 | Pyeongchang | 6e Sprint (klassieke stijl) 43e 50 km klassieke stijl 9e Teamsprint (vrije stijl) |

### Wereldkampioenschappen
| Jaar | Plaats     | Resultaten                                                                                              |
| ---- | ---------- | --- |
| 2015 | Falun      | 9e Sprint (klassieke stijl) 38e 50 km klassieke stijl                                                   |
| 2017 | Lahti      | 6e Sprint (vrije stijl)                                                                                 |
| 2019 | Seefeld    | 15e Sprint (vrije stijl) 29e 15 km klassieke stijl 7e Teamsprint (klassieke stijl) 4e 4×10 km estafette |
| 2021 | Oberstdorf | 16e Sprint (klassieke stijl) · Teamsprint (vrije stijl) · 6e 4×10 km estafette                          |

### Wereldbeker
Eindklasseringen
| Seizoen   | Algm | DI  | SP  | TdS |
| --------- | ---- | --- | --- | --- |
| 2013/2014 | 117e | –   | 62e | –   |
| 2014/2015 | 75e  | 68e | 41e | –   |
| 2015/2016 | 57e  | –   | 24e | 44e |
| 2016/2017 | 34e  | 74e | 17e | DNF |
| 2017/2018 | 19e  | 48e | 5e  | DNF |
| 2018/2019 | 28e  | 29e | 20e | DNF |
| 2019/2020 | 41e  | 41e | 26e | –   |
| 2020/2021 | 32e  | 30e | 32e | –   |